# Тимошур-Чунча
Тимошу́р-Чунча́ — деревня в Увинском районе Удмуртии, входит в Ува-Туклинское сельское поселение. Находится в 13 км к западу от посёлка Ува и в 75 км к западу от Ижевска.